# Гернроде
Гернроде (на немски: Gernrode) е част от Кведлинбург в Саксония-Анхалт, Германия с 3533 жители (към 31 декември 2012).
В Гернроде почти 700 години се намирал женският манастир „Св. Кириак“-Гернроде, основан през 959 г. от маркграф Геро.
От 1539 г. до 1 януари 2011 г. е самостоятелен град.
- Историческият център на града
- Ратуша Гернроде